# یواس‌اس اوبانون (دی‌دی-۱۷۷)
یواس‌اس اوبانون (دی‌دی-۱۷۷) (به انگلیسی: USS O'Bannon (DD-177)) یک کشتی بود که طول آن ۹۵٫۸۳ متر (۳۱۴٫۴ فوت) بود. این کشتی در سال ۱۹۱۹ ساخته شد.